# Краутергерсхајм
Краутергерсхајм је насеље и општина у Француској у региону Алзас, у департману Доња Рајна.
По подацима из 2011. године у општини је живело 1732 становника, а густина насељености је износила 271,9 становника/km².

## Демографија
| 1962. | 1968. | 1975. | 1982. | 1990. | 2011. |
| ----- | ----- | ----- | ----- | ----- | ----- |
| 1.070 | 1.086 | 1.043 | 1.303 | 1.388 | 1.732 |